# Coupe Kirin 2007
La Kirin Cup 2007 est la vingt-huitième édition de la Coupe Kirin. Elle se déroule en juin 2007. Elle oppose le Japon, la Colombie et le Montenegro. Le Japon et la Colombie utilisèrent le tournoi comme une répétition avant les tournois continentaux (respectivement la Coupe d'Asie 2007 et Copa América 2007).

## Résultats
| 1er juin 2007 | Japon                       | 2 – 0 | Monténégro | Shizuoka Stadium Ecopa, Fukuroi                   |                                                   |
|               | Nakazawa 23e · Takahara 38e |       |            | Spectateurs : 28 635 Arbitrage : Michael Svendsen | Spectateurs : 28 635 Arbitrage : Michael Svendsen |

| 3 juin 2007 | Colombie   | 1 – 0 | Monténégro | Matsumoto Stadium, Matsumoto                 |                                              |
|             | Falcão 33e |       |            | Spectateurs : 10 070 Arbitrage : Kenji Ogiya | Spectateurs : 10 070 Arbitrage : Kenji Ogiya |

| 5 juin 2007 | Japon | 0 – 0 | Colombie | Saitama Stadium, Saitama                           |
|             |       |       |          | Spectateurs : 45 091 Arbitrage : Nicolai Volquartz |

## Tableau
| Équipe     | Pts | J | V | N | D | Bp | Bc | Dif |
| ---------- | --- | - | - | - | - | -- | -- | --- |
| Japon      | 4   | 2 | 1 | 1 | 0 | 2  | 0  | +2  |
| Colombie   | 4   | 2 | 1 | 1 | 0 | 1  | 0  | +1  |
| Monténégro | 0   | 2 | 0 | 0 | 2 | 0  | 3  | -3  |

## Vainqueur
| Vainqueur Kirin Cup 2007 Japon 8e titre |